# La Bombonera
Das La Bombonera, offiziell Estadio Alberto José Armando, ist ein Fußballstadion im Stadtteil La Boca der argentinischen Hauptstadt Buenos Aires. Es ist die Heimspielstätte und Eigentum des Fußballclubs CA Boca Juniors (CABJ). Der Name „La Bombonera“ (deutsch Die Pralinenschachtel) kommt von der rechteckigen Form des Stadions. Da für den Bau des Stadions nur sehr wenig Platz vorhanden war, gibt es entlang einer Geraden des Stadions eine kleine Tribüne und darüber liegende V.I.P.-Kabinen.

## Geschichte
La Bombonera wurde am 25. Mai 1940 mit einem Freundschaftsspiel der Boca Juniors gegen San Lorenzo (2:0) eingeweiht. Erster Torschütze im neu eröffneten Stadion war Ricardo Alarcón. Während dies nur ein inoffizielles Spiel war, erzielte Alarcón eine Woche später am 2. Juni 1940 gegen Newell’s Old Boys (ebenfalls 2:0) auch das erste Pflichtspieltor im neuen Stadion.
In den Jahren 1995 und 1996 wurde das Stadion renoviert und die Kapazität auf 57.395 Plätze erhöht. Die Gesamtkapazität verteilte sich auf 37.538 Sitzplätze, 17.077 Stehplätze und 2780 Plätze in den V.I.P.-Kabinen. Gegenwärtig bietet es 54.000 Zuschauern Platz. Aus Sicherheitsgründen werden aber nur 49.000 Sitzplätze im Stadion genutzt. Der derzeitige offizielle Name Estadio Alberto Jacinto Armando erinnert an einen ehemaligen Präsidenten der Boca Juniors. Früher hieß es Estadio Camilo Cicher, ebenfalls nach einem Klubpräsidenten.

## Beschreibung
Die Tribünen steigen steil an, der Abstand der ersten Sitzreihe vom Spielfeld beträgt an den kurzen Seiten weniger als zwei Meter. Die Architektur des Stadions dient als Verstärker für die Gesänge der Fans, an Spielabenden kann man sie in ganz La Boca hören. Die Akustik von La Bombonera soll eine einschüchternde Wirkung auf Gästemannschaften haben.
Die Arena ist mit vielen Wandbildern geschmückt, die vom Künstler Pérez Celis gemalt wurden, und legendäre Spieler des Vereins sowie die Kultur von La Boca darstellen. Im Stadion befindet sich auch ein 2001 eröffnetes Vereinsmuseum, in dem ein ganzer Saal dem größten Sohn des Klubs, Diego Maradona, gewidmet ist.

„Ich habe in allen großen Stadien der Welt gespielt, aber ich war niemals näher an der Hölle als in der Bombonera.“

## Galerie

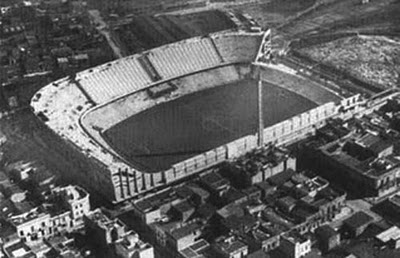
La Bombonera während des Baus 1940
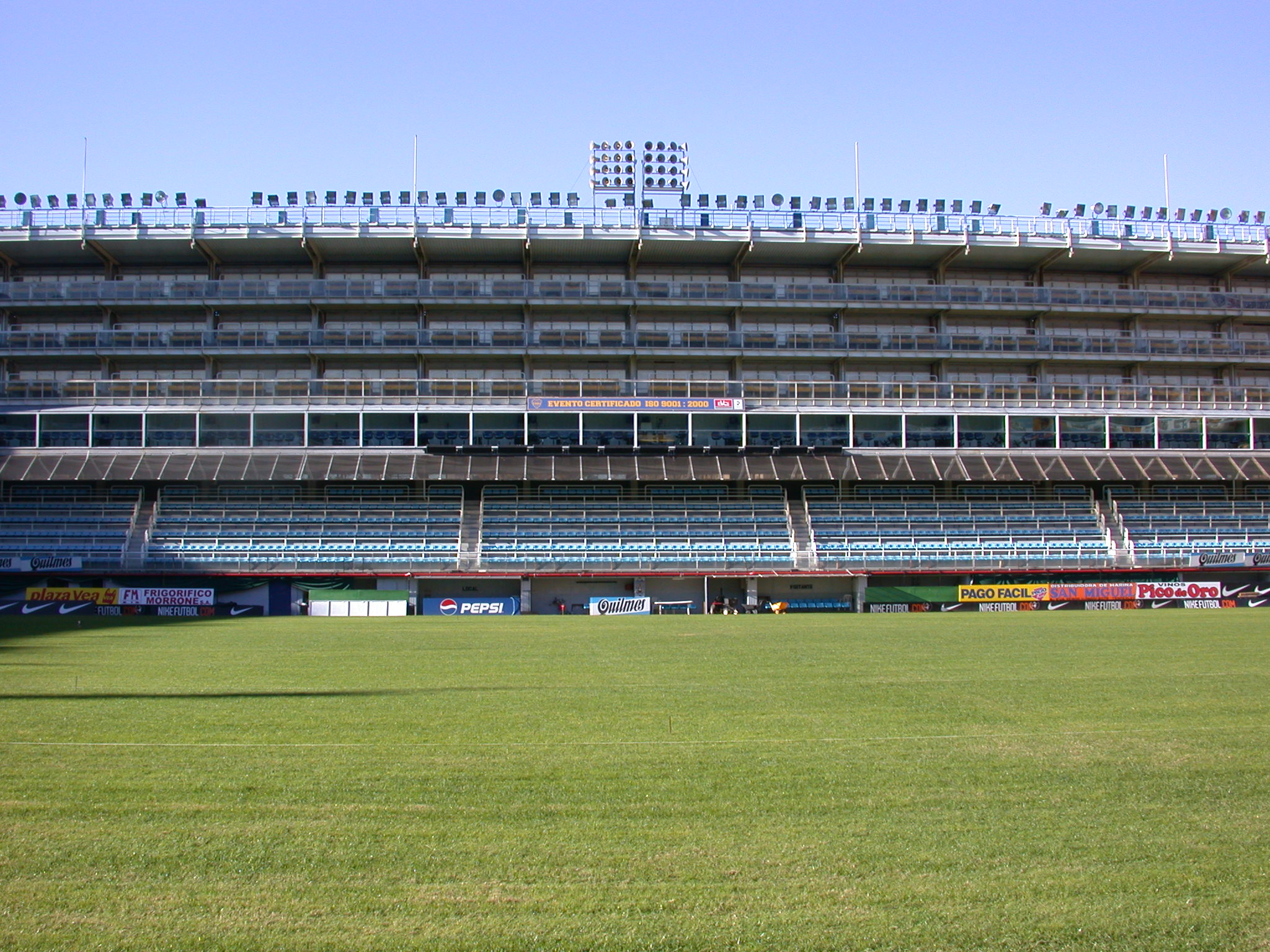
Die Ehrentribüne
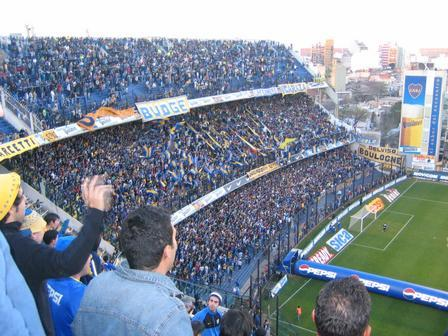
Boca-Fans